# Semiothisa pallidaria
Semiothisa pallidaria là một loài bướm đêm trong họ Geometridae.